# Alchemilla crassicaulis
Alchemilla crassicaulis es una especie de planta del género Alchemilla, perteneciente a la familia Rosaceae.

## Taxonomía
Alchemilla crassicaulis fue descrita por Serguéi Yuzepchuk en 1951.

## Distribución
Se encuentra en el territorio este y norte de la parte europea de Rusia.